# دونالد هیوم
دونالد هیوم (انگلیسی: Donald Hume; ۲۵ ژوئیهٔ ۱۹۱۵ – ۱۶ سپتامبر ۲۰۰۱) قایقران روئینگ اهل ایالات متحده آمریکا بود.